# Liste der Autorenbeteiligungen und Produktionen von Uwe Busse
Dies ist eine Übersicht über die Kompositionen und Produktionen des deutschen Schlagersängers, Komponisten und Musikproduzenten Uwe Busse. Zu berücksichtigen sind, dass Hitmedleys, Remixe, Liveaufnahmen oder Neuaufnahmen des gleichen Interpreten nicht aufgeführt werden.

## #
| Jahr | Titel                    | Interpret                                  | Funktion             |
| ---- | ------------------------ | ------------------------------------------ | -------------------- |
| 2011 | 600 Kilometer nach Paris | Uwe Busse                                  | Komponist, Produzent |
| 2003 | 7 Sünden                 | Uwe Busse                                  | Komponist, Produzent |
| 2004 | 7 Sünden                 | Marc Pircher                               | Komponist            |
| 2005 | 7 Sünden                 | Thomas Berge (Songtitel: Als jij lacht)    | Co-Komponist         |
| 2006 | 7 Sünden                 | Antonia aus Tirol (Songtitel: Keine Sünde) | Co-Komponist         |
| 2006 | 7 Sünden                 | DJ Ötzi & Marc Pircher                     | Komponist            |
| 2007 | 7 Sünden                 | Apres-Ski Partygang                        | Komponist            |
| 2008 | 7 Sünden                 | Christoff (Songtitel: Zeven zonden)        | Co-Komponist         |
| 2010 | 7 Sünden                 | Michael Kreisler                           | Komponist            |
| 2011 | 7 Sünden                 | Alex Schuler                               | Komponist            |
| 2011 | 7 Sünden                 | Christoff (Songtitel: Siewe Sonden)        | Co-Komponist         |

## A
| Jahr | Titel                                 | Interpret        | Funktion                   |
| ---- | ------------------------------------- | ---------------- | -------------------------- |
| 1987 | Aba Heidschi Bum Beidschi             | Die Flippers     | Co-Produzent               |
| 1998 | Abschiedswalzer                       | Die Flippers     | Komponist, Produzent       |
| 2008 | Abschleppdienst                       | Marc Pircher     | Komponist                  |
| 1988 | Acapulco                              | Die Flippers     | Co-Komponist, Co-Produzent |
| 2002 | Ach wie gut, dass niemand weiß        | Die Flippers     | Produzent                  |
| 1991 | Addio amore                           | Ulli Bastian     | Co-Produzent               |
| 1995 | Adieu Madeleine                       | Die Flippers     | Komponist, Produzent       |
| 2012 | Adieu mi amore                        | DuoNL            | Co-Komponist               |
| 1997 | Adieu Papa                            | Angelika Milster | Co-Komponist               |
| 1990 | Adieu schwarze Rose                   | Andy Borg        | Co-Komponist               |
| 1990 | Adios heißt auf Wiederseh’n           | Die Flippers     | Co-Komponist, Co-Produzent |
| 1983 | Adios Mamá Maria                      | Vincente         | Co-Komponist               |
| 1996 | Adios Manuela                         | Die Flippers     | Produzent                  |
| 1983 | Adios Mama Maria                      | Vincente         | Co-Komponist               |
| 1986 | Adios My Love                         | Die Flippers     | Co-Produzent               |
| 1986 | Adios sagt man zum Abschied           | Mireille Mathieu | Co-Komponist               |
| 1995 | African Blue                          | Ireen Sheer      | Co-Komponist, Produzent    |
| 1987 | Alle Jahre wieder                     | Die Flippers     | Co-Produzent               |
| 1989 | Alle Kinder dieser Welt               | Rex Gildo        | Co-Komponist, Co-Produzent |
| 1988 | Alle Tage meines Lebens               | Uwe Busse        | Co-Komponist, Co-Produzent |
| 2011 | Alles aus Liebe                       | Laura Wilde      | Komponist, Produzent       |
| 2004 | Alles, alles geht vorbei              | Uwe Busse        | Komponist, Produzent       |
| 1987 | Am Ende bleiben nur noch Träume       | Die Flippers     | Co-Komponist, Co-Produzent |
| 1993 | Am Ende dieser Nacht                  | Ireen Sheer      | Co-Komponist, Produzent    |
| 1987 | Am Weihnachtsbaum die Lichter brennen | Die Flippers     | Co-Produzent               |
| 2000 | Amore mi amore                        | Frans Bauer      | Co-Komponist               |
| 1999 | Angel City                            | Michael Heck     | Co-Komponist, Produzent    |
| 1988 | Angel of Love                         | Bernd Clüver     | Co-Komponist               |
| 1989 | Angela                                | Uwe Busse        | Co-Komponist, Co-Produzent |
| 1993 | Angelina                              | Die Flippers     | Co-Komponist, Produzent    |
| 1993 | Angelo mio                            | Die Flippers     | Co-Komponist, Produzent    |
| 1977 | Angie                                 | Die Flippers     | Co-Komponist               |
| 1999 | Anna-Lena                             | Michael Heck     | Co-Komponist, Produzent    |
| 1989 | Anna-Maria                            | Uwe Busse        | Co-Komponist, Co-Produzent |
| 2014 | Applaus für dich                      | Uwe Busse        | Komponist                  |
| 1989 | Arrivederci Maria                     | Die Flippers     | Co-Komponist, Co-Produzent |
| 1996 | Arrivederci Roma                      | Die Flippers     | Produzent                  |
| 1987 | Arrivederci, ciao, amor               | Die Flippers     | Co-Komponist, Co-Produzent |
| 1988 | Arrivederci, ciao, amor               | Corry Konings    | Co-Komponist               |
| 1999 | Atlantis                              | Michael Heck     | Komponist, Produzent       |
| 2000 | Auf den Flügeln der Sehnsucht         | Olaf Berger      | Co-Komponist, Produzent    |
| 2003 | Auf der Insel meiner Träume           | Die Flippers     | Produzent                  |
| 1993 | Auf der Straße unserer Liebe          | Die Flippers     | Produzent                  |
| 1985 | Auf rote Rosen fallen Tränen          | Die Flippers     | Co-Komponist, Co-Produzent |
| 1993 | Aus der Ferne                         | Ireen Sheer      | Produzent                  |
| 1987 | Aus Liebe weint man nicht             | Die Flippers     | Co-Produzent               |
| 2013 | Ausgerechnet Du                       | Laura Wilde      | Komponist, Produzent       |

## B
| Jahr | Titel                                  | Interpret    | Funktion                   |
| ---- | -------------------------------------- | ------------ | -------------------------- |
| 2000 | Baby, I Love You                       | Olaf Berger  | Produzent                  |
| 1991 | Bella Bianca                           | Die Flippers | Co-Komponist               |
| 1997 | Bella Madonna                          | Frans Bauer  | Komponist                  |
| 1988 | Bella, bella Felicita                  | Die Flippers | Co-Produzent               |
| 2003 | Bis zum Morgen brennen noch die Kerzen | Die Flippers | Produzent                  |
| 1993 | Bis zum Morgen dieser Nacht            | Die Flippers | Produzent                  |
| 1986 | Bist du einsam heut Nacht              | Rex Gildo    | Co-Komponist, Co-Produzent |
| 1989 | Bist Du einsam…                        | Die Flippers | Co-Produzent               |
| 1986 | Bitte bleib mir treu                   | Die Flippers | Co-Produzent               |
| 1991 | Bleib heute Nacht                      | Die Flippers | Co-Komponist, Co-Produzent |
| 1994 | Bleib mir treu, ich komm wieder        | Die Flippers | Produzent                  |
| 1998 | Blondes Girl sucht Casanova            | Olaf Berger  | Komponist, Produzent       |
| 1999 | Blue Moon River                        | Michael Heck | Produzent                  |
| 1988 | Blume von Hawaii                       | Uwe Busse    | Co-Komponist, Co-Produzent |
| 1989 | Buenos Dias – Weisse Taube             | Uwe Busse    | Co-Komponist, Co-Produzent |
| 1996 | Buenos Dias – Weisse Taube             | Frans Bauer  | Co-Komponist               |
| 2001 | Bye Bye Belinda                        | Die Flippers | Komponist                  |
| 2011 | Bye Bye Belinda                        | Peter Wackel | Komponist                  |

## C
| Jahr | Titel                   | Interpret                                       | Funktion                   |
| ---- | ----------------------- | ----------------------------------------------- | -------------------------- |
| 1996 | Capri-Fischer           | Die Flippers                                    | Produzent                  |
| 2006 | Caruso singt nicht mehr | Uwe Busse                                       | Komponist, Produzent       |
| 1981 | Cheerio                 | G. G. Anderson                                  | Co-Komponist               |
| 2001 | Cheerio                 | DJ Ötzi (Songtitel: Cheerio (Tiroler Are True)) | Co-Komponist               |
| 1998 | Chiquita Linda          | Die Flippers                                    | Produzent                  |
| 1989 | Copacabana              | Rex Gildo                                       | Co-Komponist, Co-Produzent |

## D
| Jahr | Titel                                   | Interpret                                              | Funktion                   |
| ---- | --------------------------------------- | ------------------------------------------------------ | -------------------------- |
| 1990 | Dancin’ in the Summernight              | Malibu                                                 | Co-Produzent               |
| 2007 | Dans klein zigeunermeisje               | Christoff                                              | Co-Komponist               |
| 1989 | Das alte Lied von St. Helena            | Rex Gildo                                              | Co-Komponist, Co-Produzent |
| 1998 | Das ganze Leben ist eine Wundertüte     | Die Flippers                                           | Co-Komponist, Produzent    |
| 2003 | Das geht vorbei                         | Uwe Busse                                              | Komponist                  |
| 1993 | Das gewisse etwas                       | Ireen Sheer                                            | Produzent                  |
| 2011 | Das ist mein Leben                      | Uwe Busse                                              | Komponist, Produzent       |
| 2013 | Das ist Sehnsucht                       | Laura Wilde mit Christoff                              | Komponist, Co-Produzent    |
| 2011 | Das Leben geht weiter                   | Uwe Busse                                              | Komponist, Produzent       |
| 2003 | Das letzte Lied des Caballeros          | Die Flippers                                           | Produzent                  |
| 1993 | Das Sommerkleid                         | Ireen Sheer                                            | Produzent                  |
| 1996 | Das Tagebuch                            | Die Flippers                                           | Komponist, Produzent       |
| 1996 | Deine Liebe wird mir fehlen             | Die Flippers                                           | Produzent                  |
| 1989 | Deine Tränen küsst der Wind             | Uwe Busse                                              | Co-Komponist, Co-Produzent |
| 1998 | Der alte Maurice                        | Die Flippers                                           | Komponist, Produzent       |
| 1994 | Der blaue Himmel über Napoli            | Olaf Berger                                            | Co-Komponist               |
| 2000 | Der kleine Floh in meinem Herzen        | Die Flippers                                           | Komponist, Produzent       |
| 1995 | Der letzte Bolero                       | Die Flippers                                           | Komponist, Produzent       |
| 1997 | Der letzte Bolero                       | Erik Van Neygen & Sanne (Songtitel: De laatste bolero) | Co-Komponist               |
| 1996 | Der Löwe schläft heut Nacht             | Die Flippers                                           | Produzent                  |
| 2004 | Der Soldat und sein Teddybär            | Uwe Busse                                              | Komponist, Produzent       |
| 1985 | Der Sommer mit dir                      | Die Flippers                                           | Co-Produzent               |
| 1996 | Diana                                   | Die Flippers                                           | Produzent                  |
| 2004 | Die Hormone fahren Achterbahn           | Die Flippers                                           | Komponist, Produzent       |
| 2009 | Die Liebe hat ein eigenes Gesicht       | Uwe Busse                                              | Komponist                  |
| 2011 | Die Nacht der 1000 Rosen                | Oswald Sattler                                         | Co-Komponist               |
| 1985 | Die Nacht von Santa Monica              | Die Flippers                                           | Co-Komponist, Co-Produzent |
| 1986 | Die rote Sonne von Barbados             | Die Flippers                                           | Co-Komponist, Co-Produzent |
| 1987 | Die rote Sonne von Barbados             | Hugo Strasser                                          | Co-Komponist               |
| 2000 | Die rote Sonne von Barbados             | Zuckermund                                             | Co-Komponist               |
| 2006 | Die rote Sonne von Barbados             | Roland B.                                              | Co-Komponist               |
| 2009 | Die rote Sonne von Barbados             | Tom Astor                                              | Co-Komponist               |
| 2009 | Die rote Sonne von Barbados             | Franz Lambert                                          | Co-Komponist               |
| 2011 | Die rote Sonne von Barbados             | Andreas Lawo                                           | Co-Komponist               |
| 2012 | Die rote Sonne von Barbados             | Captain Cook und seine singenden Saxophone             | Co-Komponist               |
| 2012 | Die rote Sonne von Barbados             | Olaf                                                   | Co-Komponist               |
| 2014 | Die rote Sonne von Barbados             | Los Paraguayos                                         | Co-Komponist               |
| 2014 | Die rote Sonne von Barbados             | Michael Hirte                                          | Co-Komponist               |
| 2014 | Die rote Sonne von Barbados             | Wildecker Herzbuben                                    | Co-Komponist               |
| 2001 | Die schönen Mädchen von Santo Domingo   | Frans Bauer                                            | Co-Komponist               |
| 1988 | Die schönsten Träume                    | Die Flippers                                           | Co-Produzent               |
| 2000 | Die weißen Mühlen von Rhodos            | Die Flippers                                           | Komponist, Produzent       |
| 1994 | Die Welt weint tausend Tränen           | Olaf Berger                                            | Komponist                  |
| 2006 | Die Welt weint tausend Tränen           | Uwe Busse                                              | Komponist, Produzent       |
| 2011 | Die Zeit der Schmetterlinge             | Uwe Busse                                              | Komponist, Produzent       |
| 1994 | Doch abends fängt die Sehnsucht an      | Olaf Berger                                            | Komponist                  |
| 1990 | Doch tanzen will ich nur mit dir allein | Roger Whittaker                                        | Co-Komponist               |
| 2006 | Donnerwetter                            | Uwe Busse                                              | Komponist                  |
| 2009 | Donnerwetter                            | Klostertaler                                           | Komponist                  |
| 1986 | Dornröschen (träumst du immer noch)     | Bernd Clüver                                           | Co-Komponist               |
| 2009 | Doswedanja (heisst auf Wiedersehen)     | Uwe Busse                                              | Komponist, Produzent       |
| 2002 | Drei Töne am Piano                      | Die Flippers                                           | Produzent                  |
| 1990 | Du bist alles, was ich hab              | Die Flippers                                           | Co-Produzent               |
| 2004 | Du bist die Königin                     | Uwe Busse                                              | Komponist, Produzent       |
| 2003 | Du bist die pure Leidenschaft           | Die Flippers                                           | Produzent                  |
| 1986 | Du bist die Sonne…                      | Die Flippers                                           | Co-Produzent               |
| 1996 | Du bist mein erster Gedanke             | Die Flippers                                           | Produzent                  |
| 1989 | Du bist mein Leben                      | Die Flippers                                           | Co-Produzent               |
| 2003 | Du bist schön wenn du lachst, Angelina  | Die Flippers                                           | Produzent                  |
| 1992 | Du gehst fort                           | Bernhard Brink & Ireen Sheer                           | Co-Produzent               |
| 1996 | Du hast die schönsten Augen             | Die Flippers                                           | Produzent                  |
| 2011 | Du kannst mir alles erzähln             | Uwe Busse                                              | Komponist, Produzent       |
| 2016 | Du schaffst das schon                   | Klubbb3                                                | Komponist, Co-Produzent    |
| 1989 | Du vergisst die Einsamkeit              | Rex Gildo                                              | Co-Komponist, Co-Produzent |
| 1989 | Durch das Tal der bunten Blumen         | Die Flippers                                           | Co-Komponist, Co-Produzent |

## E
| Jahr | Titel                                             | Interpret            | Funktion                   |
| ---- | ------------------------------------------------- | -------------------- | -------------------------- |
| 1996 | Ein ganzes Leben lang                             | Die Flippers         | Produzent                  |
| 2004 | Ein Hauch von Liebe                               | Uwe Busse            | Komponist, Produzent       |
| 1994 | Ein Herz auf Reisen                               | Die Flippers         | Produzent                  |
| 1997 | Ein Herz aus Schokolade                           | Die Flippers         | Komponist, Produzent       |
| 1992 | Ein Herz voller Zärtlichkeit                      | Uwe Busse            | Co-Komponist, Co-Produzent |
| 1985 | Ein Herz, das weint                               | Peter Tobias         | Co-Komponist               |
| 1985 | Ein kleines Lied vom Sonnenschein                 | Die Flippers         | Co-Komponist, Co-Produzent |
| 1998 | Ein Leben mit dir                                 | Die Flippers         | Produzent                  |
| 2002 | Ein Paradies für zwei                             | Die Flippers         | Produzent                  |
| 1990 | Ein Sommer lang auf Mallorca                      | Die Flippers         | Co-Produzent               |
| 1990 | Ein Sonntag in Paris                              | Die Flippers         | Co-Komponist, Co-Produzent |
| 2000 | Ein Tag wie ein Geschenk                          | Die Flippers         | Komponist, Produzent       |
| 1994 | Ein Traum fliegt zu dir                           | Die Flippers         | Produzent                  |
| 2013 | Eine Lüge zu viel                                 | Uwe Busse            | Komponist                  |
| 1987 | Eine Nacht in Venedig                             | Rex Gildo            | Co-Komponist, Co-Produzent |
| 1990 | Eine Nacht voll Zärtlichkeit                      | Malibu               | Co-Komponist, Co-Produzent |
| 1989 | Eine Rose im Schnee                               | Uwe Busse            | Co-Komponist, Co-Produzent |
| 2010 | Einer schaute immer durch das Schlüsselloch       | Uwe Busse            | Komponist                  |
| 2008 | Einfach Sehnsucht                                 | Uwe Busse            | Komponist, Produzent       |
| 2011 | Einfach sexy                                      | Laura Wilde          | Komponist, Produzent       |
| 2008 | Einmal Himmel und zurück                          | Kastelruther Spatzen | Komponist                  |
| 2002 | Einmal kommt auch für dich der Tag                | Frans Bauer          | Co-Komponist               |
| 2003 | Einsames Herz                                     | Die Flippers         | Produzent                  |
| 2003 | El matador                                        | Die Flippers         | Produzent                  |
| 1988 | Elisa                                             | Die Flippers         | Co-Produzent               |
| 2004 | Endlich frei                                      | Uwe Busse            | Komponist, Produzent       |
| 1987 | Engel in Blue Jeans                               | Michael Morgan       | Co-Komponist, Co-Produzent |
| 2001 | Enjoy Your Life                                   | Nicole da Silva      | Co-Komponist               |
| 1989 | Enya                                              | Rex Gildo            | Co-Komponist, Co-Produzent |
| 1995 | Er kann nicht tanzen                              | Ireen Sheer          | Co-Komponist, Produzent    |
| 1989 | Erinnerung an Deine Zärtlichkeit                  | Rex Gildo            | Co-Komponist, Co-Produzent |
| 1987 | Es ist ein Ros entsprungen                        | Die Flippers         | Co-Produzent               |
| 1998 | Es ist ein Wahnsinn, dich nicht zu lieben (Maria) | Olaf Berger          | Komponist, Produzent       |
| 1993 | Es ist so schön, daß du da bist                   | Die Flippers         | Produzent                  |
| 2002 | Es war Liebe auf den ersten Blick                 | Die Flippers         | Produzent                  |

## F
| Jahr | Titel                          | Interpret               | Funktion             |
| ---- | ------------------------------ | ----------------------- | -------------------- |
| 1991 | Fallin’ Angel                  | Audrey Landers          | Co-Komponist         |
| 2011 | Fang’ deine Träume ein         | Laura Wilde & Uwe Busse | Komponist, Produzent |
| 1995 | Figaro                         | Bernhard Brink          | Co-Komponist         |
| 2000 | Flamingo                       | Die Flippers            | Komponist, Produzent |
| 1987 | Fliege mit mir                 | Die Flippers            | Co-Produzent         |
| 1987 | Frag den Abendwind             | Die Flippers            | Co-Produzent         |
| 1998 | Für immer in Blue Jeans        | Olaf Berger             | Produzent            |
| 1995 | Für mich bist du immer noch 20 | Bernhard Brink          | Co-Komponist         |

## G
| Jahr | Titel                                  | Interpret    | Funktion                   |
| ---- | -------------------------------------- | ------------ | -------------------------- |
| 2002 | Geborgenheit für immer                 | Die Flippers | Produzent                  |
| 2011 | Gegen den Wind                         | Uwe Busse    | Komponist, Produzent       |
| 1999 | Geh am Glück nicht vorbei              | Michael Heck | Co-Komponist, Produzent    |
| 1998 | Geh zum Teufel, mein Engel             | Olaf Berger  | Komponist, Produzent       |
| 2000 | Gelegenheit macht Liebe                | Olaf Berger  | Komponist, Produzent       |
| 2006 | Genau wie Du                           | Uwe Busse    | Komponist, Produzent       |
| 1990 | Gib mir die Hand                       | Die Flippers | Co-Produzent               |
| 2013 | Gibt es noch Helden                    | Laura Wilde  | Komponist, Produzent       |
| 2011 | Glaubst du immer noch an Peter Pan     | Uwe Busse    | Komponist, Produzent       |
| 1988 | Gloria                                 | Uwe Busse    | Co-Komponist, Co-Produzent |
| 2012 | Gloria (nur der Sieger steht im Licht) | Andre Steyer | Komponist                  |
| 1991 | Goodbye Eloisa                         | Die Flippers | Co-Komponist               |
| 1998 | Goodbye meine kleine Insel             | Die Flippers | Produzent                  |
| 1996 | Goodbye My Love, Goodbye               | Die Flippers | Produzent                  |
| 1998 | Griechische Nacht                      | Die Flippers | Produzent                  |
| 2000 | Gummibärchen und Lippenstift           | Olaf Berger  | Komponist, Produzent       |

## H
| Jahr | Titel                                | Interpret                             | Funktion                   |
| ---- | ------------------------------------ | ------------------------------------- | -------------------------- |
| 1984 | Hab ich Dich verloren                | Die Flippers                          | Produzent                  |
| 1995 | Hallo Pia tanz mit mir               | Die Flippers                          | Produzent                  |
| 2006 | Hand aufs Herz                       | Uwe Busse                             | Komponist, Produzent       |
| 2013 | Hände hoch                           | Laura Wilde                           | Komponist, Produzent       |
| 1991 | Hasta la vista                       | Die Flippers                          | Co-Komponist, Co-Produzent |
| 2011 | Hat dich der Himmel geschickt        | Laura Wilde                           | Komponist, Produzent       |
| 2000 | Hautnah ist nicht genug              | Olaf Berger                           | Komponist, Produzent       |
| 1991 | Heaven                               | Audrey Landers                        | Co-Komponist               |
| 1993 | Heaven                               | Ireen Sheer (Songtitel: Wahnsinn)     | Co-Komponist, Produzent    |
| 2010 | Heaven                               | Alexandra Lexer (Songtitel: Wahnsinn) | Co-Komponist               |
| 1999 | Hell schien der Mond von Tahiti      | Tommy Steiner                         | Co-Komponist               |
| 1989 | Herzen brauchen Zärtlichkeit         | Die Flippers                          | Co-Komponist, Co-Produzent |
| 1998 | Herzklopfen                          | Die Flippers                          | Produzent                  |
| 1996 | Herzschlag bis zur Ewigkeit          | Michael Morgan                        | Co-Komponist, Co-Produzent |
| 2001 | Heut’ fängt die Sehnsucht an         | Frans Bauer                           | Co-Komponist               |
| 1987 | Heut’ geht mein Herz                 | Uwe Busse                             | Co-Komponist               |
| 1994 | Heut ist die Nacht der tausend Rosen | Die Flippers                          | Produzent                  |
| 2013 | Heute Nacht                          | Laura Wilde                           | Komponist, Produzent       |
| 1986 | Heute Nacht hab ich dich verloren    | Die Flippers                          | Co-Komponist, Co-Produzent |
| 2003 | Hey Du                               | Die Flippers                          | Produzent                  |
| 1998 | Hey Du, hey Du                       | Olaf Berger                           | Co-Komponist, Produzent    |
| 1994 | Himmelblau und Rosenrot              | Die Flippers                          | Komponist                  |
| 2014 | Himmelsdiamanten                     | Uwe Busse                             | Komponist                  |
| 1999 | Holiday Dream (Potp.)                | Toni Cajee’s Hit-Mix-Band             | Co-Komponist               |
| 1988 | Hollywood                            | Bernd Clüver                          | Co-Komponist, Co-Produzent |
| 2004 | Horst ist ein Held                   | Uwe Busse                             | Komponist, Produzent       |

## I
| Jahr | Titel                                                      | Interpret                     | Funktion                   |
| ---- | ---------------------------------------------------------- | ----------------------------- | -------------------------- |
| 1990 | I am in Love Again                                         | Engelbert                     | Co-Komponist               |
| 1985 | I Can See the Rainbow                                      | P.T. Connection               | Co-Komponist               |
| 2001 | I Miss You                                                 | Nicole da Silva               | Co-Komponist               |
| 2008 | Ich bekenne mich                                           | Uwe Busse                     | Komponist, Produzent       |
| 1988 | Ich brauch’ dich                                           | Die Flippers                  | Co-Produzent               |
| 2003 | Ich denk’ an dich                                          | Die Flippers                  | Produzent                  |
| 1985 | Ich geh’ mit dir bis zum Regenbogen                        | Die Flippers                  | Co-Komponist, Co-Produzent |
| 1989 | Ich glaub’ an Dich                                         | Die Flippers                  | Co-Komponist, Co-Produzent |
| 1998 | Ich hab das große Glück gefunden                           | Die Flippers                  | Produzent                  |
| 2011 | Ich hab nur dieses eine Leben                              | Markus Wolfahrt mit Christine | Komponist                  |
| 1985 | Ich hab Sehnsucht                                          | Die Flippers                  | Co-Produzent               |
| 1998 | Ich hab’ solche Angst dich zu verlier’n                    | Die Flippers                  | Produzent                  |
| 2003 | Ich habe einen Traum                                       | Uwe Busse                     | Komponist, Produzent       |
| 1989 | Ich halt’ Dich                                             | Die Flippers                  | Co-Produzent               |
| 1982 | Ich hatte mal Freunde                                      | Thomas Anders                 | Co-Komponist               |
| 1998 | Ich hör’ dein Herz ganz leise weinen                       | Frans Bauer                   | Komponist, Produzent       |
| 1998 | Ich liebe dich, Angelika                                   | Die Flippers                  | Produzent                  |
| 1996 | Ich liebe dich, Christin                                   | Die Flippers                  | Produzent                  |
| 2013 | Ich schenk Dir mein Herz (zum Geburtstag)                  | Laura Wilde                   | Komponist, Produzent       |
| 1993 | Ich schenk dir meine Liebe                                 | Die Flippers                  | Produzent                  |
| 2010 | Ich sehe was, was Du nicht siehst (in deinen blauen Augen) | Laura Wilde                   | Komponist, Produzent       |
| 1998 | Ich stell’ mein Herz auf Sommerzeit                        | Die Flippers                  | Komponist, Produzent       |
| 2013 | Ich stell’ mein Herz auf Sommerzeit                        | Laura Wilde                   | Komponist, Produzent       |
| 1997 | Ich träum von Dir heut Nacht (weil ich Dich liebe)         | Frans Bauer                   | Co-Komponist               |
| 2011 | Ich vermiss’ dich                                          | Laura Wilde                   | Komponist, Produzent       |
| 2010 | Ich will mich verlieben                                    | Laura Wilde                   | Komponist, Produzent       |
| 1998 | Ich will mit dir tanzen                                    | Frans Bauer                   | Co-Komponist               |
| 1982 | Ich will nicht Dein Leben                                  | Thomas Anders                 | Co-Komponist               |
| 1992 | Im heißen Sand von Rhodos                                  | Die Flippers                  | Co-Komponist, Co-Produzent |
| 1989 | I’m in Love Again                                          | Malibu                        | Co-Komponist, Co-Produzent |
| 2003 | Immer immer wieder                                         | Die Flippers                  | Komponist, Produzent       |
| 1999 | Immer nur träumen                                          | Michael Heck                  | Co-Komponist, Produzent    |
| 1983 | Immer wenn es Nacht wird                                   | Melanie Sanders               | Co-Komponist               |
| 2000 | In deinen Armen                                            | Die Flippers                  | Produzent                  |
| 1995 | In der Nacht                                               | Die Flippers                  | Produzent                  |
| 1983 | In San Marino                                              | Wencke Myhre                  | Co-Komponist               |
| 1998 | In Venedig ist Maskenball                                  | Die Flippers                  | Komponist, Produzent       |
| 2002 | Isabella                                                   | Die Flippers                  | Komponist, Produzent       |

## J
| Jahr | Titel                                     | Interpret    | Funktion                   |
| ---- | ----------------------------------------- | ------------ | -------------------------- |
| 2005 | Jahrmarkt der Träume                      | Uwe Busse    | Komponist, Produzent       |
| 1989 | Je t’aime heißt: Ich liebe dich           | Die Flippers | Co-Komponist, Co-Produzent |
| 1989 | Jeany ich brauch’ Dich                    | Die Flippers | Co-Komponist, Co-Produzent |
| 1989 | Jede Stunde mit Dir                       | Die Flippers | Co-Produzent               |
| 1986 | Jeder Abschied kann ein neuer Anfang sein | Die Flippers | Co-Komponist, Co-Produzent |
| 1991 | Jenny weint oft                           | Die Flippers | Co-Komponist               |
| 1999 | Jenny’s Lovesong                          | Michael Heck | Co-Komponist, Produzent    |
| 2005 | Jetzt erst recht                          | Uwe Busse    | Komponist, Produzent       |
| 2004 | Jonny spielte Saxophon                    | Uwe Busse    | Komponist, Produzent       |
| 1998 | Juanita                                   | Olaf Berger  | Produzent                  |

## K
| Jahr | Titel                                 | Interpret    | Funktion                |
| ---- | ------------------------------------- | ------------ | ----------------------- |
| 2006 | Keine Sünde                           | Antonia      | Co-Komponist            |
| 2012 | Kleine jongen met je mondharmonica    | DuoNL        | Co-Komponist            |
| 2013 | Kleine Pause von der Welt             | Laura Wilde  | Co-Komponist, Produzent |
| 2004 | Kleine Sommersünden                   | Uwe Busse    | Komponist, Produzent    |
| 1999 | Kleines Lied vom Lullabye             | Michael Heck | Co-Komponist, Produzent |
| 1987 | Kling, Glöckchen, kling               | Die Flippers | Co-Produzent            |
| 1998 | Komm mit mir                          | Die Flippers | Produzent               |
| 1993 | Komm, ich mach das schon              | Ireen Sheer  | Co-Komponist, Produzent |
| 1987 | Kommet, ihr Hirten                    | Die Flippers | Co-Produzent            |
| 2006 | König der Welt (Gott hat viele Namen) | Uwe Busse    | Komponist, Produzent    |
| 2004 | Künstlerherz ist manchmal einsam      | Uwe Busse    | Komponist, Produzent    |

## L
| Jahr | Titel                                 | Interpret                               | Funktion                   |
| ---- | ------------------------------------- | --------------------------------------- | -------------------------- |
| 1990 | Lago Maggiore                         | Die Flippers                            | Co-Komponist, Co-Produzent |
| 1994 | Laß mein Herz nie mehr weinen         | Die Flippers                            | Produzent                  |
| 2000 | Laß mich bitte nicht allein           | Die Flippers                            | Produzent                  |
| 1996 | Laß mich heut’ nacht nicht allein     | Die Flippers                            | Produzent                  |
| 1989 | Lass’ uns durch den Regen gehn Susan  | Uwe Busse                               | Co-Komponist, Co-Produzent |
| 1986 | Lass’ uns durch die Dornen geh’n      | Roy Black                               | Co-Komponist               |
| 1996 | Laß uns heut’ romantisch sein         | Die Flippers                            | Produzent                  |
| 1987 | Leise rieselt der Schnee              | Die Flippers                            | Co-Produzent               |
| 2004 | Leise, leise ruft der Sommerwind      | Uwe Busse                               | Komponist, Produzent       |
| 1996 | Lena – Steig in mein rotes Cabriolet  | Die Flippers                            | Komponist, Produzent       |
| 2011 | Liebe beginnt                         | Uwe Busse                               | Komponist, Produzent       |
| 1989 | Liebe die wie Feuer brennt            | Die Flippers                            | Co-Produzent               |
| 1984 | Liebe gibt es nicht                   | Roland Kaiser                           | Co-Komponist               |
| 1998 | Liebe ist mehr als nur eine Nacht     | Die Flippers                            | Produzent                  |
| 1995 | Liebe ist mehr…                       | Die Flippers                            | Produzent                  |
| 2002 | Liebe mich ein letztes Mal            | Die Flippers                            | Produzent                  |
| 1986 | Liebe und Tränen                      | Michael Morgan                          | Co-Komponist               |
| 1988 | Liebe und Tränen                      | Bernd Clüver                            | Co-Produzent               |
| 1989 | Liebe zwischen Traum und Wirklichkeit | Ulli Bastian                            | Co-Komponist, Co-Produzent |
| 2003 | Lieber Gott (die Macht der Träume)    | Uwe Busse                               | Komponist, Produzent       |
| 1991 | Liebeskummer                          | Die Flippers                            | Co-Komponist, Co-Produzent |
| 2000 | Lieder der Liebe                      | Die Flippers                            | Produzent                  |
| 1993 | Lisa                                  | Ireen Sheer                             | Co-Komponist, Produzent    |
| 1998 | Lorraine                              | Die Flippers                            | Komponist, Produzent       |
| 1999 | Lorraine                              | Michael Heck                            | Produzent                  |
| 1989 | Lotosblume/Lotusblume                 | Die Flippers                            | Co-Komponist, Co-Produzent |
| 1989 | Lotosblume/Lotusblume                 | Marina (Songtitel: Hong-Kong-Ding-Dong) | Co-Komponist               |
| 1997 | Lotosblume/Lotusblume                 | Edward Simoni                           | Co-Komponist               |
| 2000 | Lotosblume/Lotusblume                 | Zuckermund                              | Co-Komponist               |
| 2006 | Lotosblume/Lotusblume                 | Roland B.                               | Co-Komponist               |
| 2007 | Lotosblume/Lotusblume                 | Tobee                                   | Co-Komponist               |
| 2011 | Lotosblume/Lotusblume                 | Groove Coverage (Songtitel: Angeline)   | Co-Komponist               |
| 2011 | Lotosblume/Lotusblume                 | Solid Gold                              | Co-Komponist               |
| 2011 | Lotosblume/Lotusblume                 | XXL Fox                                 | Co-Komponist               |
| 2012 | Lotosblume/Lotusblume                 | Die Ludolfs                             | Co-Komponist               |
| 2012 | Lotosblume/Lotusblume                 | Olaf                                    | Co-Komponist               |
| 1993 | Luisa                                 | Die Flippers                            | Produzent                  |

## M
| Jahr | Titel                                             | Interpret                                         | Funktion                   |
| ---- | ------------------------------------------------- | ------------------------------------------------- | -------------------------- |
| 1989 | Mädchen mit traurigen Augen                       | Die Flippers                                      | Co-Produzent               |
| 1992 | Mädchen von Capri                                 | Die Flippers                                      | Co-Komponist               |
| 1996 | Mädchen, das ich nicht wiederfand                 | Die Flippers                                      | Produzent                  |
| 1987 | Malaika                                           | Die Flippers                                      | Co-Komponist, Co-Produzent |
| 1981 | Mama Lorraine                                     | G. G. Anderson                                    | Co-Komponist               |
| 1981 | Mama Lorraine                                     | Andrea Jürgens                                    | Co-Komponist               |
| 1981 | Mama Lorraine                                     | Katri Helena (Songtitel: On hienoa olla ihminen)  | Co-Komponist               |
| 1987 | Mama Lorraine                                     | Simo Grönroos (Songtitel: On hienoa olla ihminen) | Co-Komponist               |
| 1994 | Mama Lucia                                        | Die Flippers                                      | Produzent                  |
| 2003 | Mambo Lady                                        | Uwe Busse                                         | Komponist                  |
| 2000 | Mamma Mia                                         | Die Flippers                                      | Produzent                  |
| 1988 | Man nennt es Liebe                                | Uwe Busse                                         | Co-Komponist, Co-Produzent |
| 1988 | Manche Nacht geht nie vorüber                     | Uwe Busse                                         | Co-Komponist, Co-Produzent |
| 1994 | Mandolinen einer Sommernacht                      | Die Flippers                                      | Komponist                  |
| 2008 | Männer tanzen                                     | Uwe Busse                                         | Komponist, Produzent       |
| 1988 | Maria Angela                                      | Die Flippers                                      | Co-Produzent               |
| 2008 | Marino’s Mandoline                                | Nockalm Quintett                                  | Komponist                  |
| 2005 | Mayday – Fallschirm für Dein Herz                 | Uwe Busse                                         | Komponist                  |
| 2004 | Mein Herz in Deinen Händen                        | Uwe Busse                                         | Komponist, Produzent       |
| 2003 | Mein Herz verbrennt                               | Uwe Busse                                         | Komponist, Produzent       |
| 2013 | Mein Herz versteht spanisch (Te quiero te quiero) | Laura Wilde                                       | Komponist, Produzent       |
| 1998 | Mein San Salvador                                 | Die Flippers                                      | Produzent                  |
| 1997 | Meine allererste, grosse Sehnsucht                | Frans Bauer                                       | Komponist                  |
| 1995 | Meine beste Freundin                              | Ireen Sheer                                       | Komponist, Produzent       |
| 1991 | Melodie d’amour                                   | Die Flippers                                      | Produzent                  |
| 1986 | Melodie der Nacht                                 | Mireille Mathieu                                  | Co-Komponist               |
| 2004 | Merci mon amour (Geheime Leidenschaft)            | Uwe Busse & Simone                                | Komponist, Produzent       |
| 1996 | Mexican Lady                                      | Die Flippers                                      | Co-Komponist, Produzent    |
| 1987 | Mexico                                            | Die Flippers                                      | Co-Komponist, Co-Produzent |
| 1989 | Mexikanische Nacht                                | Rex Gildo                                         | Co-Komponist, Co-Produzent |
| 1993 | Midnight Blue                                     | Ireen Sheer                                       | Co-Komponist, Produzent    |
| 1989 | Mit den Augen einer Frau                          | Rex Gildo                                         | Co-Komponist, Co-Produzent |
| 1985 | Mit der Liebe leben                               | Die Flippers                                      | Co-Produzent               |
| 1995 | Mit dir geh ich durchs ganze Leben                | Die Flippers                                      | Produzent                  |
| 1989 | Mit dir will ich                                  | Die Flippers                                      | Co-Produzent               |
| 1988 | Mitternacht in Trinidad                           | Die Flippers                                      | Co-Komponist, Co-Produzent |
| 1987 | Mona Lisa                                         | Paul Severs                                       | Co-Komponist               |
| 1991 | Mona Lisa                                         | Die Flippers                                      | Co-Komponist               |
| 2011 | Mona Lisa                                         | Der Benniii                                       | Co-Komponist               |
| 1986 | Mona Lisa, die Sonne geht auf                     | G. G. Anderson                                    | Co-Komponist, Co-Produzent |
| 1989 | Monja                                             | Die Flippers                                      | Co-Produzent               |
| 1998 | Monte Carlo                                       | Die Flippers                                      | Komponist, Produzent       |
| 1987 | Montego Bay                                       | Uwe Busse                                         | Co-Komponist               |
| 1994 | Moon Over Napoli                                  | Tony Christie                                     | Co-Komponist               |
| 1998 | Moonlight in Trinidad                             | Die Flippers                                      | Komponist, Produzent       |
| 1987 | Morgen, Kinder, wird’s was geben                  | Die Flippers                                      | Co-Produzent               |
| 1989 | Moskau im Regen                                   | Die Flippers                                      | Co-Komponist, Co-Produzent |
| 2013 | Moskau im Regen                                   | Sabbotage                                         | Co-Komponist               |
| 1989 | My Little Lady                                    | Malibu                                            | Co-Komponist, Co-Produzent |

## N
| Jahr | Titel                       | Interpret                                 | Funktion                   |
| ---- | --------------------------- | ----------------------------------------- | -------------------------- |
| 1989 | Nachts am Wolgastrand       | Die Flippers                              | Co-Komponist, Co-Produzent |
| 2009 | Nachts am Wolgastrand       | Jo Vally (Songtitel: Aan het Wolgastrand) | Co-Komponist               |
| 2002 | Napoli                      | Die Flippers                              | Produzent                  |
| 1987 | Nie mehr allein             | Die Flippers                              | Co-Produzent               |
| 2003 | Nie wieder Tequila          | Die Flippers                              | Produzent                  |
| 1986 | Nimm mein Herz              | Michael Morgan                            | Co-Komponist               |
| 1989 | Nur ein Wort von Dir        | Rex Gildo                                 | Co-Komponist, Co-Produzent |
| 1998 | Nur eine weiße Rose         | Die Flippers                              | Produzent                  |
| 1995 | Nur manchmal in der Nacht   | Ireen Sheer                               | Produzent                  |
| 1986 | Nur wer die Sehnsucht kennt | Die Flippers                              | Co-Komponist, Co-Produzent |
| 2006 | Nur wer die Sehnsucht kennt | Roland B.                                 | Co-Komponist               |
| 2011 | Nur zu Gast auf dieser Welt | Uwe Busse                                 | Komponist, Produzent       |

## O
| Jahr | Titel                 | Interpret    | Funktion                |
| ---- | --------------------- | ------------ | ----------------------- |
| 1987 | O du fröhliche        | Die Flippers | Co-Produzent            |
| 1987 | O Tannenbaum          | Die Flippers | Co-Produzent            |
| 1999 | Ocean Blue            | Michael Heck | Co-Komponist, Produzent |
| 1998 | Oh la la Mademoiselle | Die Flippers | Komponist, Produzent    |
| 1996 | ’O sole mio           | Die Flippers | Produzent               |

## P
| Jahr | Titel                | Interpret    | Funktion                |
| ---- | -------------------- | ------------ | ----------------------- |
| 2018 | Paris Paris Paris    | Klubbb3      | Komponist, Co-Produzent |
| 1998 | Peggy Sue            | Uwe Busse    | Produzent               |
| 1995 | Prima Ballerina      | Ireen Sheer  | Co-Komponist, Produzent |
| 1994 | Prinzessin der Nacht | Die Flippers | Produzent               |

## Q
| Jahr | Titel         | Interpret    | Funktion  |
| ---- | ------------- | ------------ | --------- |
| 2002 | Quando Quando | Die Flippers | Produzent |

## R
| Jahr | Titel                            | Interpret    | Funktion                   |
| ---- | -------------------------------- | ------------ | -------------------------- |
| 1996 | Reggae, Rhythmus und heißer Sand | Die Flippers | Produzent                  |
| 1985 | Reise ins Glück                  | Die Flippers | Co-Komponist, Co-Produzent |
| 1992 | Rendezvous                       | Uwe Busse    | Co-Komponist, Co-Produzent |
| 1990 | Rhodos                           | Die Flippers | Co-Produzent               |
| 1998 | Rolling Home                     | Die Flippers | Produzent                  |
| 1994 | Rose der Südsee                  | Die Flippers | Komponist                  |
| 1994 | Rosen der Liebe                  | Die Flippers | Produzent                  |
| 2000 | Rosita                           | Die Flippers | Produzent                  |
| 1990 | Rote Rosen                       | Die Flippers | Co-Produzent               |
| 1993 | Rote Rosen                       | Ireen Sheer  | Co-Komponist, Produzent    |
| 1996 | Rote Sonne, weites Land          | Die Flippers | Komponist, Produzent       |

## S
| Jahr | Titel                                   | Interpret                              | Funktion                   |
| ---- | --------------------------------------- | -------------------------------------- | -------------------------- |
| 1987 | Sag bitte beim Abschied auf wiedersehen | Die Flippers                           | Co-Produzent               |
| 1994 | Sag einfach: Ich liebe dich             | Die Flippers                           | Produzent                  |
| 1985 | Sag nicht Goodbye                       | Die Flippers                           | Co-Produzent               |
| 1998 | Samba del amor                          | Olaf Berger                            | Produzent                  |
| 1985 | San Francisco                           | Die Flippers                           | Co-Komponist, Co-Produzent |
| 1991 | San Marino bei Nacht                    | Die Flippers                           | Co-Komponist               |
| 1996 | Santa Lucia                             | Die Flippers                           | Produzent                  |
| 1990 | Santa Maria Good Bye                    | Die Flippers                           | Co-Komponist, Co-Produzent |
| 1991 | Santa Maria Good Bye                    | Audrey Landers                         | Co-Produzent               |
| 2006 | Santa Maria Good Bye                    | Roland B.                              | Co-Komponist               |
| 1989 | Santo Domingo                           | Die Flippers                           | Co-Produzent               |
| 1994 | Sayonara                                | Die Flippers                           | Komponist                  |
| 2000 | Schenk mir Deine Träume                 | Olaf Berger                            | Produzent                  |
| 2011 | Schlaflos                               | Uwe Busse                              | Komponist, Produzent       |
| 1987 | Schlittenfahrt                          | Die Flippers                           | Co-Produzent               |
| 2013 | Schluss mit lustig                      | Laura Wilde                            | Komponist, Produzent       |
| 2002 | Schmetterling im Sommerwind             | Die Flippers                           | Produzent                  |
| 1994 | Schöne Jahre                            | Die Flippers                           | Produzent                  |
| 1996 | Schöne Mädchen heißen Gabi              | Die Flippers                           | Produzent                  |
| 1993 | Schöner Mann                            | Ireen Sheer                            | Co-Komponist, Produzent    |
| 2002 | Schönes Mädchen vom Gardasee            | Die Flippers                           | Produzent                  |
| 1991 | Schuld war die Sommernacht auf Hawaii   | Die Flippers                           | Co-Komponist               |
| 1987 | Sehnsucht ist mehr…                     | Rex Gildo                              | Co-Komponist, Co-Produzent |
| 1994 | Sehnsucht nach dir                      | Die Flippers                           | Produzent                  |
| 1993 | Sehnsucht nach Irgendwo                 | Die Flippers                           | Co-Komponist, Produzent    |
| 2000 | Sehnsucht nach Mykonos                  | Olaf Berger                            | Produzent                  |
| 1996 | Sei mein Baby                           | Die Flippers                           | Produzent                  |
| 1989 | Seit es Dich gibt                       | Die Flippers                           | Co-Komponist, Co-Produzent |
| 2002 | Sie war keine für nur eine Nacht        | Die Flippers                           | Produzent                  |
| 2001 | Sie will einen Italiener                | Die Flippers                           | Komponist                  |
| 1990 | Sieben Tage                             | Die Flippers                           | Co-Komponist, Co-Produzent |
| 1991 | Sieben Tage                             | Audrey Landers (Songtitel: Seven Days) | Co-Komponist               |
| 1991 | Sieben Tage                             | Go-Rich (Songtitel: Zeven dagen)       | Co-Komponist               |
| 2006 | Sieben Tage                             | Roland B.                              | Co-Komponist               |
| 2009 | Sieben Tage                             | Benno & Corinne Bogner                 | Co-Komponist               |
| 2005 | Silbermond und goldne Sterne            | Die Flippers                           | Co-Produzent               |
| 1994 | Silver Moon                             | Tony Christie                          | Co-Komponist               |
| 2002 | So ein Mädchen wie Angelina             | Die Flippers                           | Produzent                  |
| 2013 | So was wie dich                         | Uwe Busse                              | Komponist                  |
| 1996 | So wie du                               | Die Flippers                           | Produzent                  |
| 1988 | Solang es deine Liebe gibt              | Die Flippers                           | Co-Produzent               |
| 2008 | Somerliefde                             | Christoff & Gerrie Pretorius           | Co-Komponist               |
| 2005 | Sommer ’76                              | Uwe Busse                              | Komponist, Produzent       |
| 1997 | Sommer in Paris                         | Frans Bauer                            | Co-Komponist               |
| 1994 | Sommer, Sonne, Zärtlichkeit             | Die Flippers                           | Co-Komponist, Produzent    |
| 1988 | Sommermelodie                           | Rex Gildo                              | Co-Komponist, Co-Produzent |
| 1996 | Sommernacht in Griechenland             | Die Flippers                           | Komponist, Produzent       |
| 2011 | Sommernachtsgeflüster                   | Uwe Busse                              | Komponist, Produzent       |
| 1989 | Sommernachtsträume                      | Die Flippers                           | Co-Komponist, Co-Produzent |
| 1995 | Sommersprossen                          | Die Flippers                           | Komponist, Produzent       |
| 1991 | Sommerträume                            | Die Flippers                           | Co-Komponist               |
| 1989 | Sommerwind                              | Die Flippers                           | Co-Komponist, Co-Produzent |
| 2008 | Sommerwind                              | Oswald Sattler                         | Co-Komponist               |
| 1990 | Sonnenschein am Strand von San José     | Die Flippers                           | Co-Komponist, Co-Produzent |
| 1999 | Sonntagskinder                          | Olaf Berger                            | Komponist, Produzent       |
| 2002 | Spanische Augen                         | Die Flippers                           | Produzent                  |
| 1994 | Spanische Hochzeit                      | Olaf Berger                            | Komponist                  |
| 1989 | Spuren, die der Wind verweht            | Rex Gildo                              | Co-Komponist, Co-Produzent |
| ?    | St. Bernardino                          | Ulli Bastian                           | Co-Komponist, Co-Produzent |
| 1987 | St. Tropez                              | Die Flippers                           | Co-Komponist, Co-Produzent |
| 1991 | Stern von San Fernando                  | Die Flippers                           | Co-Komponist               |
| 2006 | Sternenträumer                          | Uwe Busse                              | Komponist, Produzent       |
| 1987 | Stille Nacht                            | Die Flippers                           | Co-Produzent               |
| 1988 | Summer Lady                             | Die Flippers                           | Co-Produzent               |
| 2011 | Süße Träume in der Nacht                | Laura Wilde                            | Komponist, Produzent       |
| 1987 | Süßer die Glocken nie klingen           | Die Flippers                           | Co-Produzent               |

## T
| Jahr | Titel                                     | Interpret      | Funktion                   |
| ---- | ----------------------------------------- | -------------- | -------------------------- |
| 1995 | Tango                                     | Die Flippers   | Komponist, Produzent       |
| 1995 | Tanz doch mit mir in den Morgen           | Die Flippers   | Produzent                  |
| 1994 | Tanz kleine Piroschka                     | Die Flippers   | Komponist                  |
| 2009 | Tanz’ mit dem Wind                        | Uwe Busse      | Komponist                  |
| 1993 | Tanzen unterm Regenbogen                  | Die Flippers   | Co-Komponist, Produzent    |
| 1986 | Tausendmal mit dir träumen                | Die Flippers   | Co-Produzent               |
| 1998 | Te quiero                                 | Frans Bauer    | Komponist                  |
| 2011 | Teufelchen Tattoo                         | Uwe Busse      | Komponist, Produzent       |
| 1993 | Ti amo (Das Lied der verlorenen Herzen)   | Die Flippers   | Co-Komponist, Produzent    |
| 1997 | Ti amo Goodbye                            | Frans Bauer    | Co-Komponist               |
| 1985 | Ti amo, Maria                             | G. G. Anderson | Co-Komponist               |
| 1996 | Ti amo, so schön kann Liebe sein          | Die Flippers   | Co-Komponist, Produzent    |
| 1985 | Tief in mir                               | Peter Tobias   | Co-Komponist               |
| 1999 | Torero                                    | Frans Bauer    | Co-Komponist               |
| 1998 | Tränen der Liebe                          | Olaf Berger    | Produzent                  |
| 1993 | Tränen siehst du nicht                    | Kristina Bach  | Co-Komponist, Co-Produzent |
| 1989 | Tränen sollst du niemals weinen           | Rex Gildo      | Co-Komponist, Co-Produzent |
| 1991 | Tränen, die der Wind verweht              | Die Flippers   | Co-Komponist               |
| 1995 | Träum doch mit mir von der Insel          | Die Flippers   | Produzent                  |
| 1986 | Traum von Mykonos                         | Die Flippers   | Co-Komponist, Co-Produzent |
| 2009 | Träume können fliegen                     | Uwe Busse      | Komponist, Produzent       |
| 1989 | Träume unterm Regenbogen                  | Ulli Bastian   | Co-Komponist, Co-Produzent |
| 1986 | Träumen mit dir                           | G. G. Anderson | Co-Komponist, Co-Produzent |
| 1998 | Träumst du nicht auch manchmal von Hawaii | Die Flippers   | Komponist, Produzent       |
| 1996 | Tschau, Tschau, Bambina                   | Die Flippers   | Produzent                  |

## U
| Jahr | Titel                                | Interpret       | Funktion                   |
| ---- | ------------------------------------ | --------------- | -------------------------- |
| 2013 | Umarm die Welt mit mir               | Laura Wilde     | Komponist, Produzent       |
| 1995 | Und dann hab ich geweint             | Die Flippers    | Produzent                  |
| 1990 | Und es wird Nacht – Schwarze Madonna | Roger Whittaker | Co-Komponist               |
| 1992 | Und ich schenk Dir einen Regenbogen  | Ulli Bastian    | Co-Komponist               |
| 1989 | Und in der Nacht                     | Die Flippers    | Co-Produzent               |
| 1989 | Und wenn ein Traum im Wind verweht   | Uwe Busse       | Co-Komponist, Co-Produzent |
| 1989 | Und wenn ich träume                  | Rex Gildo       | Co-Komponist, Co-Produzent |
| 2011 | Ungarisches Blut                     | Laura Wilde     | Komponist, Produzent       |

## V
| Jahr | Titel                            | Interpret        | Funktion                   |
| ---- | -------------------------------- | ---------------- | -------------------------- |
| 2009 | Vergiss das Leben nicht          | Patrick Lindner  | Komponist                  |
| 1999 | Verliebt in den Sommer           | Olaf Berger      | Komponist, Produzent       |
| 1985 | Verloren sein                    | Mireille Mathieu | Co-Komponist               |
| 1989 | Verlorene Herzen                 | Die Flippers     | Co-Komponist, Co-Produzent |
| 1986 | Veronika                         | Die Flippers     | Co-Komponist, Co-Produzent |
| 2003 | Verrückt, daß man so lieben kann | Die Flippers     | Produzent                  |
| 2000 | Viel zu nah                      | Olaf Berger      | Produzent                  |
| 2011 | Viva la diva                     | Uwe Busse        | Komponist, Produzent       |
| 1987 | Vom Himmel hoch, da komm ich her | Die Flippers     | Co-Produzent               |
| 2003 | Vom Himmel regnet’s rote Rosen   | Die Flippers     | Produzent                  |
| 1987 | Vom Winde verweht                | Die Flippers     | Co-Produzent               |

## W
| Jahr | Titel                                       | Interpret                                             | Funktion                   |
| ---- | ------------------------------------------- | ----------------------------------------------------- | -------------------------- |
| 1991 | Waikiki Moonlight                           | Ulli Bastian                                          | Co-Produzent               |
| 1997 | Walzer sterben nie                          | Angelika Milster                                      | Co-Komponist               |
| 1986 | Wann kommst du wieder                       | Die Flippers                                          | Co-Komponist, Co-Produzent |
| 1995 | Wann seh’n wir uns wieder                   | Die Flippers                                          | Komponist, Produzent       |
| 2013 | Warte bis es dunkel wird                    | Laura Wilde                                           | Komponist, Produzent       |
| 2000 | Was hast du heute Abend vor                 | Die Flippers                                          | Produzent                  |
| 1985 | Was ist schon eine Nacht                    | Die Flippers                                          | Co-Komponist, Co-Produzent |
| 1986 | Was ist schon eine Nacht                    | Rex Gildo                                             | Co-Komponist, Co-Produzent |
| 2013 | Weil es in den Sternen steht                | Laura Wilde                                           | Komponist, Produzent       |
| 2011 | Weil ich nicht so einer bin                 | Uwe Busse                                             | Komponist, Produzent       |
| 1993 | Weine keine Träne heut’ Nacht               | Die Flippers                                          | Produzent                  |
| 1997 | Weine nicht, Corinna                        | Frans Bauer                                           | Co-Komponist               |
| 1987 | Weiße Rose im Sommerwind                    | Die Flippers                                          | Co-Komponist, Co-Produzent |
| 1991 | Weisse Taube, Paloma                        | Die Flippers                                          | Co-Komponist               |
| 1995 | Weit, weit nach Hongkong                    | Die Flippers                                          | Komponist, Produzent       |
| 1994 | Wellen, Wind und schöne Mädchen             | Die Flippers                                          | Produzent                  |
| 1991 | Wenn dein Herz friert                       | Die Flippers                                          | Co-Komponist               |
| 2011 | Wenn dein Herz friert                       | Semino Rossi                                          | Co-Komponist               |
| 1987 | Wenn der Regen fällt                        | Michael Morgan                                        | Co-Komponist, Co-Produzent |
| 1989 | Wenn der Sommerwind                         | Die Flippers                                          | Co-Produzent               |
| 1989 | Wenn die wilden Kirschen blüh’n in Catania  | Die Flippers                                          | Co-Komponist, Co-Produzent |
| 1997 | Wenn ein Stern am Himmel steht              | Frans Bauer                                           | Co-Komponist               |
| 1998 | Wenn Engel verreisen                        | Die Flippers                                          | Komponist, Produzent       |
| 1986 | Wenn es Frühling wird in Amsterdam          | Die Flippers                                          | Co-Komponist, Co-Produzent |
| 2006 | Wenn es Frühling wird in Amsterdam          | Roland B.                                             | Co-Komponist               |
| 1990 | Wenn es Nacht wird                          | Die Flippers                                          | Co-Komponist, Co-Produzent |
| 1991 | Wenn es Nacht wird                          | Uwe Busse                                             | Co-Komponist, Co-Produzent |
| 1998 | Wenn es Nacht wird in Avignon               | Frans Bauer                                           | Komponist                  |
| 1986 | Wenn es Nacht wird in Paris                 | Mireille Mathieu                                      | Co-Komponist               |
| 1993 | Wenn es Sommer wird in Avignon              | Die Flippers                                          | Produzent                  |
| 1986 | Wenn ich dich verlier                       | Mireille Mathieu                                      | Co-Komponist               |
| 1989 | Wenn ich Dich verlier’ heut Nacht           | Uwe Busse                                             | Co-Komponist, Co-Produzent |
| 1996 | Wenn ich in deine blauen Augen schau’       | Die Flippers                                          | Produzent                  |
| 1993 | Wenn ich morgens aufsteh’                   | Die Flippers                                          | Produzent                  |
| 2012 | Wenn ich von dir träume                     | Ireen Sheer                                           | Co-Komponist               |
| 1987 | Wenn in Petersburg die weissen Rosen blüh’n | Die Flippers                                          | Co-Produzent               |
| 1998 | Wenn in Rom die Rosen blühen                | Die Flippers                                          | Produzent                  |
| 1998 | Wenn Janina weint                           | Die Flippers                                          | Produzent                  |
| 1988 | Wenn Madlena weint                          | Die Flippers                                          | Co-Komponist, Co-Produzent |
| 2001 | Wer an Träume glaubt                        | Frans Bauer                                           | Komponist                  |
| 1998 | Wer einmal liebt…                           | Die Flippers                                          | Komponist, Produzent       |
| 1982 | When Your Heart Is Cryin’                   | G. G. Anderson                                        | Co-Komponist               |
| 1983 | When Your Heart Is Cryin’                   | Melanie Sanders (Songtitel: Immer wenn es Nacht wird) | Co-Komponist               |
| 2014 | Wie würdest du lachen                       | Die Flippers                                          | Co-Komponist               |
| 1993 | Wilde Orchidee                              | Die Flippers                                          | Co-Komponist, Produzent    |
| 2000 | Wilde Rosen                                 | Die Flippers                                          | Komponist, Produzent       |
| 2003 | Wilde Rosen in Marbella                     | Die Flippers                                          | Produzent                  |
| 1999 | Wilde Schwäne                               | Michael Heck                                          | Produzent                  |
| 2000 | Wildes Feuer                                | Olaf Berger                                           | Komponist, Produzent       |
| 1988 | Wir steh’n am Anfang                        | Die Flippers                                          | Co-Produzent               |
| 2010 | Wo hast Du denn Küssen gelernt?             | Laura Wilde                                           | Komponist, Produzent       |
| 1989 | Wo meine Sonne scheint                      | Die Flippers                                          | Co-Produzent               |
| 1993 | Wo sind meine Träume                        | Ireen Sheer                                           | Produzent                  |
| 1999 | Wölfe unterm Nebelmond                      | Michael Heck                                          | Co-Komponist, Produzent    |

## Z
| Jahr | Titel                     | Interpret                     | Funktion                |
| ---- | ------------------------- | ----------------------------- | ----------------------- |
| 2014 | Zärtlicher Schlawiner     | Andy Borg                     | Komponist               |
| 2009 | Zärtlicher Tyrann         | Uwe Busse                     | Komponist               |
| 1998 | Zauber einer Sommernacht  | Die Flippers                  | Produzent               |
| 2010 | Zigeunermeisje            | Freddy en Cindy               | Komponist               |
| 1995 | Zwei Herzen – Ein Gedanke | Ireen Sheer & Gavin du Porter | Co-Komponist, Produzent |
| 2011 | Zwei Herzen im Sommer     | Laura Wilde                   | Komponist, Produzent    |